# 貝克威思-威德曼症候群
貝克威思－威德曼症候群（英語：Beckwith–Wiedemann syndrome）是一種先天過度生長的疾病，通常患者在出生前即已有可能發生過度生長的情形，出生後可能發生新生兒低血糖，並伴隨有巨舌、內臟腫大、半邊肥大等病症，耳朵上會出現特殊的摺痕及小凹陷。
其發生率為1/13700，經人工生殖技術出生的嬰兒比例較高。
遺傳方面，其遺傳方式為未知，因近85%的病患都是無家族史的偶發案例。